# Grüne Partei (Östtyskland)

Partiets Logo

Grüne Partei in der DDR (kortform Grüne Partei, från September 1990 Die Grünen) var ett politiskt parti som grundades i Östtyskland den 24 november 1989. Partiets första partidag hölls den 9 februari 1990, då det formellt även blev ett parti. Dagen innan valet till Förbundsdagsvalet i Tyskland 1990 slogs partiet samman med det västtyska partiet die Grünen som med sin kampanj "Alle reden von Deutschland. Wir reden vom Wetter" - (Alla talar om Tyskland - vi pratar om vädret) hade stor framgång.
1993 gick partiet ihop med Bündnis 90, som bestod av en mängd grupper i opposition under gemensam flagg. 

## Politik
Partiets huvudsakliga politik var miljövänlig, antimilitaristisk och feministisk.

## Organisation
Organisationen var decentraliserad även om det fanns en Koordinationsbyrå.